# Övsjön (Alsens socken, Jämtland)
Övsjön är en sjö i Krokoms kommun i Jämtland och ingår i Indalsälvens huvudavrinningsområde. Sjön har en area på 0,555 kvadratkilometer och ligger 502,1 meter över havet. Sjön avvattnas av vattendraget Bergån.

## Delavrinningsområde
Övsjön ingår i det delavrinningsområde (703950-139032) som SMHI kallar för Mynnar i Bleckåsån. Medelhöjden är 511 meter över havet och ytan är 12,16 kvadratkilometer. Det finns inga avrinningsområden uppströms utan avrinningsområdet är högsta punkten. Bergån som avvattnar avrinningsområdet har biflödesordning 4, vilket innebär att vattnet flödar genom totalt 4 vattendrag innan det når havet efter 288 kilometer. Avrinningsområdet består mestadels av skog (69 procent) och sankmarker (17 procent). Avrinningsområdet har 0,66 kvadratkilometer vattenytor vilket ger det en sjöprocent på 5,4 procent.